# Carrickmacross
Carrickmacross, appelé Carrick, ou CMX, par la population locale est une ville du comté de Monaghan. Son nom irlandais, Carraig Mhacaire Rois signifie « Le Rocher de la plaine boisée ». Elle a une population de 5066 habitants, selon les données provisoires du recensement de 2006. Le marché s'est développé autour du château, construit par le comte d'Essex en 1630, où s'est installé le couvent des Sœurs de Saint-Louis (congrégation fondée par Louis Eugène Marie Bautain), venues dans la ville en 1888. Elles sont en grande partie responsables de la renaissance de la dentelle dans la région, grâce à la coopérative qu'elles ont mise en place. La dentelle peut être achetée dans la galerie marchande du centre-ville ou lors d'événements.

## Lieux d'intérêt
- Le château.

- L'un des bâtiments les plus imposants de la ville est l'église catholique romaine qui a été achevée en 1866. Dix vitraux, réalisés en 1925 par l'artiste Harry Clarke sont particulièrement signalés.

- L'église Magheross, située à la périphérie de la ville, est d'un grand intérêt historique.

- Le palais de justice et la Poor Law Union restauré en Workhouse.

## Transport
Une gare ouvre le 31 juillet 1886, puis ferme pour le trafic de voyageurs le 10 mars 1947, avant de l'être définitivement le 1er janvier 1960 .

## Sports
- Carrickmacross Emmets est l'équipe locale de football gaélique.
- Carrick Aces est le club d'athlétisme local avec un abonnement d'environ 100€, pour la restauration popple Monaghan sud de la zone. Le club est en train de bâtir un état de l'art le long de la piste d'athlétisme Convent Avenue.

## Enseignement
Il existe trois écoles primaires à Carrickmacross. St. Josephs, qui est située près de Saint-Macartans Villas est une école de garçons. Elle a été dirigée par les frères patriciens.
Bunscoil Lughaidh Naofa (Cloughvalley) est une école de filles. Elle était dirigée par des Sœurs de Saint-Louis.
Scoil Rois (école gaélique) est mixte. Elle se situe maintenant en face de Bunscoil Lughaidh Naofa.
La Patrician High School (PHS), est l'une des trois écoles secondaires de Carrickmacross. Elle a été créée par les frères patriciens, elle est située à côté de l'église, sur O'Neills street. Le bâtiment est aujourd'hui le scout hall. In 1970, l'école a déménagé à Rockdaniel Rd et a bénéficié de travaux pour 4 000 000 €. Cette école est particulièrement connue pour son équipe de football, et ce depuis de longues années. 350 élèves fréquentent cette école.
Inver College (TCE) est la seconde école secondaire mixte située sur la Castleblayney. Le footballeur Thomas Freeman a fréquenté ce collège.
L'école secondaire St. Louis, pour les filles, est administrée par les Sœurs de Saint-Louis.

## Célébrités
- Patrick Kavanagh, poète ;
- Father Ted,  l'acteur Ardal O'Hanlon ;
- The Flaws, groupe d'Indie-rock ;
- Gerry Murphy, RTÉ, présentateur météo (13 février 2007) ;
- Oliver Callan, comédien, star de la RTÉ satarical, émission de radio Nob Nation ;
- Barry Conlon, joueur de football.

## Jumelages
Carhaix-Plouguer (France)

### Articles liés
- Liste des villes de la république d'Irlande